# Kremata głogówka
Kremata głogówka (Allophyes oxyacanthae) – gatunek motyla z rodziny sówkowatych. Zamieszkuje zachodnią część krainy palearktycznej. Gąsienice żerują na niektórych drzewach i krzewach liściastych, głównie z rodziny różowatych.

## Taksonomia
Gatunek ten opisany został po raz pierwszy w 1758 roku przez Karola Linneusza pod nazwą Phalaena (Noctua) oxyacanthae. Jako miejsce typowe autor ten wskazał Europę. W 1829 roku Jean Baptiste Boisduval wyznaczył go gatunkiem typowym nowego rodzaju Miselia, jednak nazwa ta została nadana w 1816 roku innemu taksonowi przez Ferdinanda Ochsenheimera, była więc młodszym homonimem. W 1942 roku Willie H.T. Tams wyznaczył omawiany takson gatunkiem typowym rodzaju Allophyes. W 2011 roku László Ronkay, Gábor Ronkay i Péter Gyulai wprowadzili podział tego rodzaju na podrodzaje, umieszczając A. oxyacanthae w podrodzaju nominatywnym, Allophyes s.str.. W obrębie tego rodzaju A. oxyacanthae tworzy grupę gatunków oxyacanthae wraz z pokrewnymi A. corsica i A. protai.

## Morfologia

### Owad dorosły

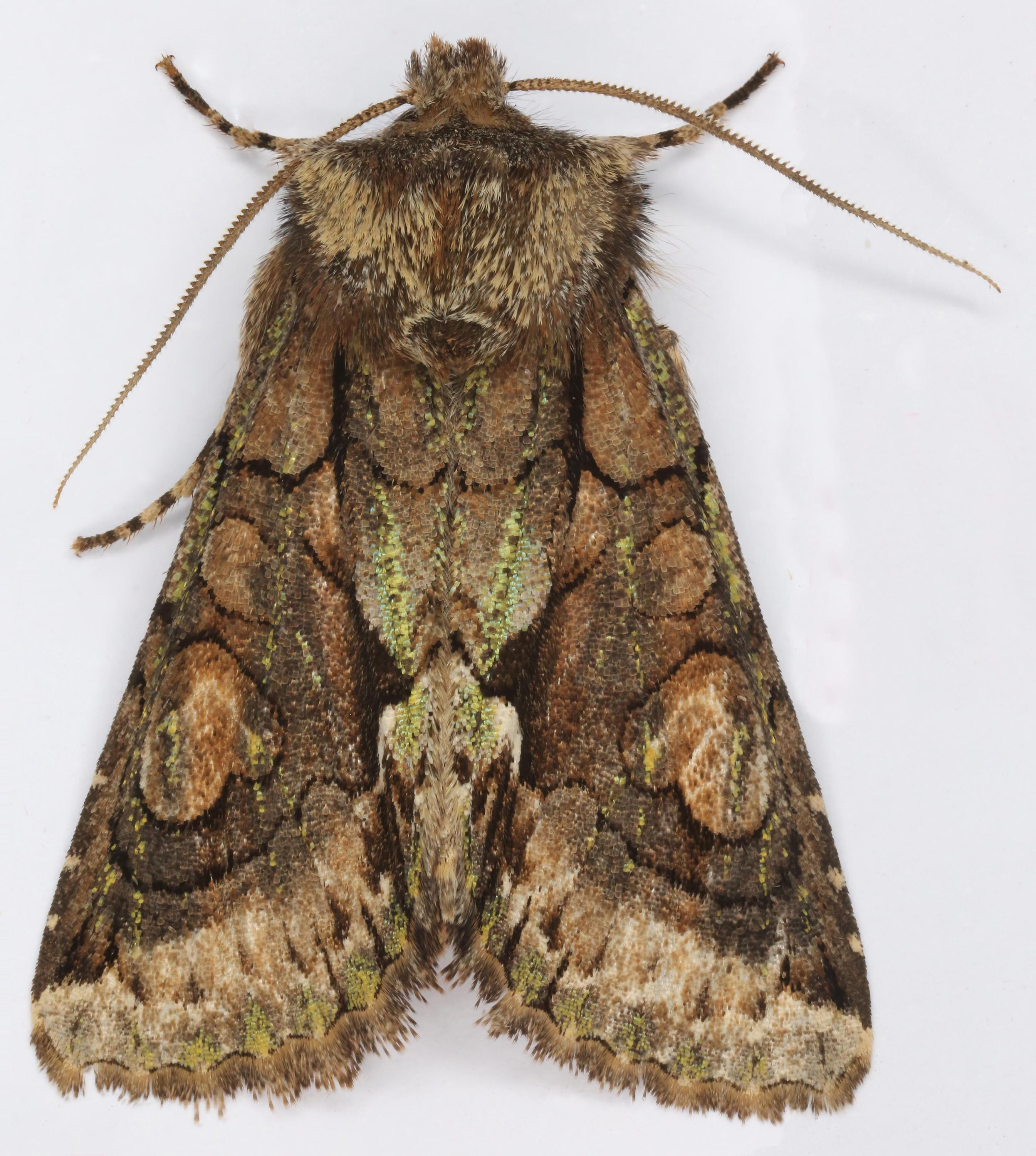
Imago w spoczynku

Motyl ten osiąga od 35 do 45 mm rozpiętości skrzydeł. Ma stosunkowo małą głowę z dobrze wykształconą ssawką, dużymi oczami złożonymi i szerokim czołem porośniętym sterczącymi, włosowatymi łuskami. Samice mają czułki przylegająco orzęsione, samce zaś ząbkowane z pęczkami szczecinowatych łusek. Szeroki tułów porastają łuski włosowate i łopatowate. Skrzydło przednie jest duże i szerokie, długości od 19 do 22 mm. Tło ma szare lub ciemnobrunatne, przy opasce rozjaśnione i zazwyczaj opylone metalicznie zielono. Brak elementów zielonych cechuje melanistyczną formę capucina. Na wzór skrzydła składają się m.in. duże i jasnobrunatne plamki okrągła i nerkowata oraz biała plama półksiężycowata przy wewnętrznej krawędzi skrzydła. Skrzydło tylne jest duże i zaokrąglone. Na wierzchu szerokiego i przypłaszczonego odwłoka leży kępka sterczących łusek.

### Stadia rozwojowe

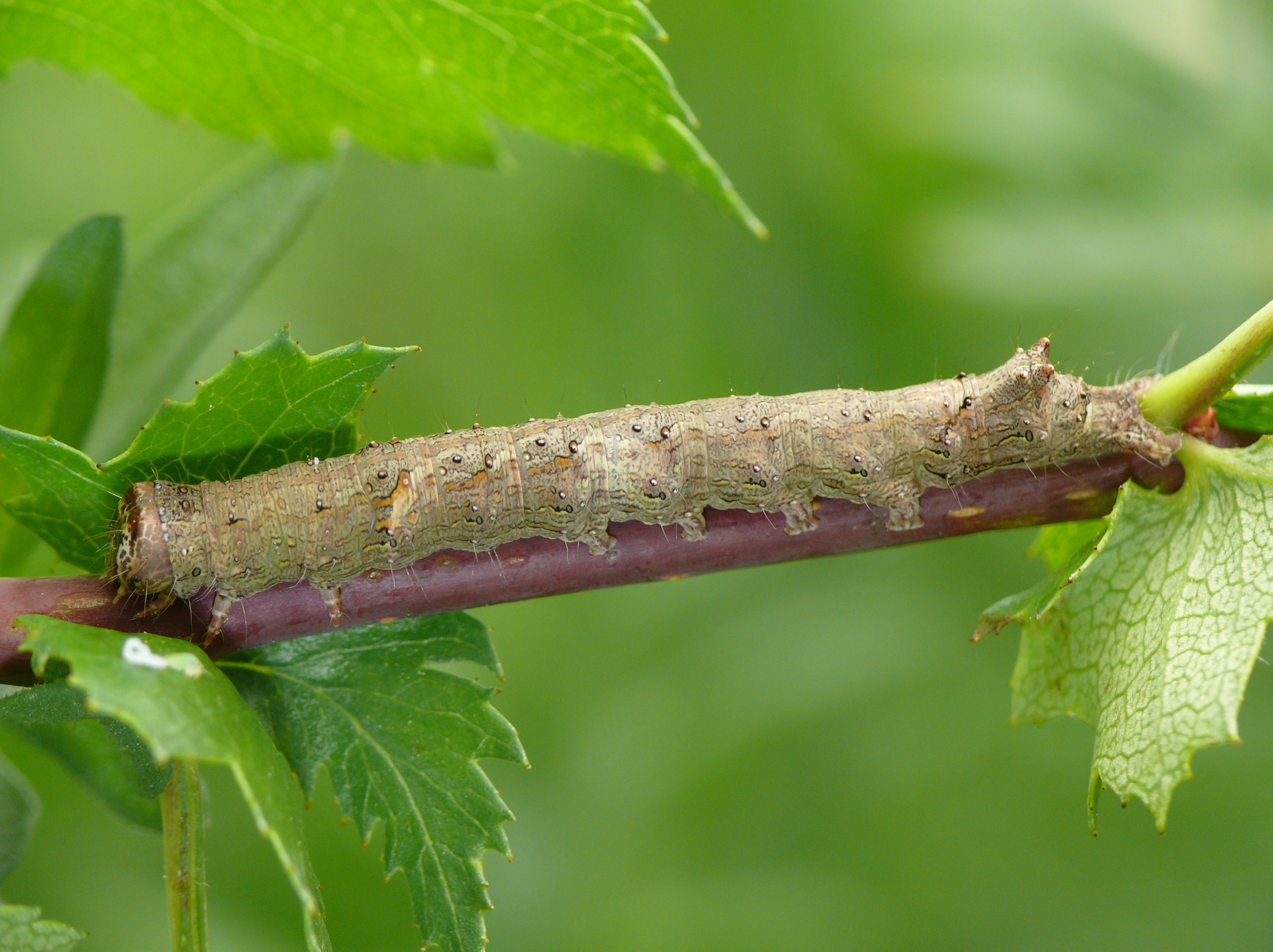
Gąsienica

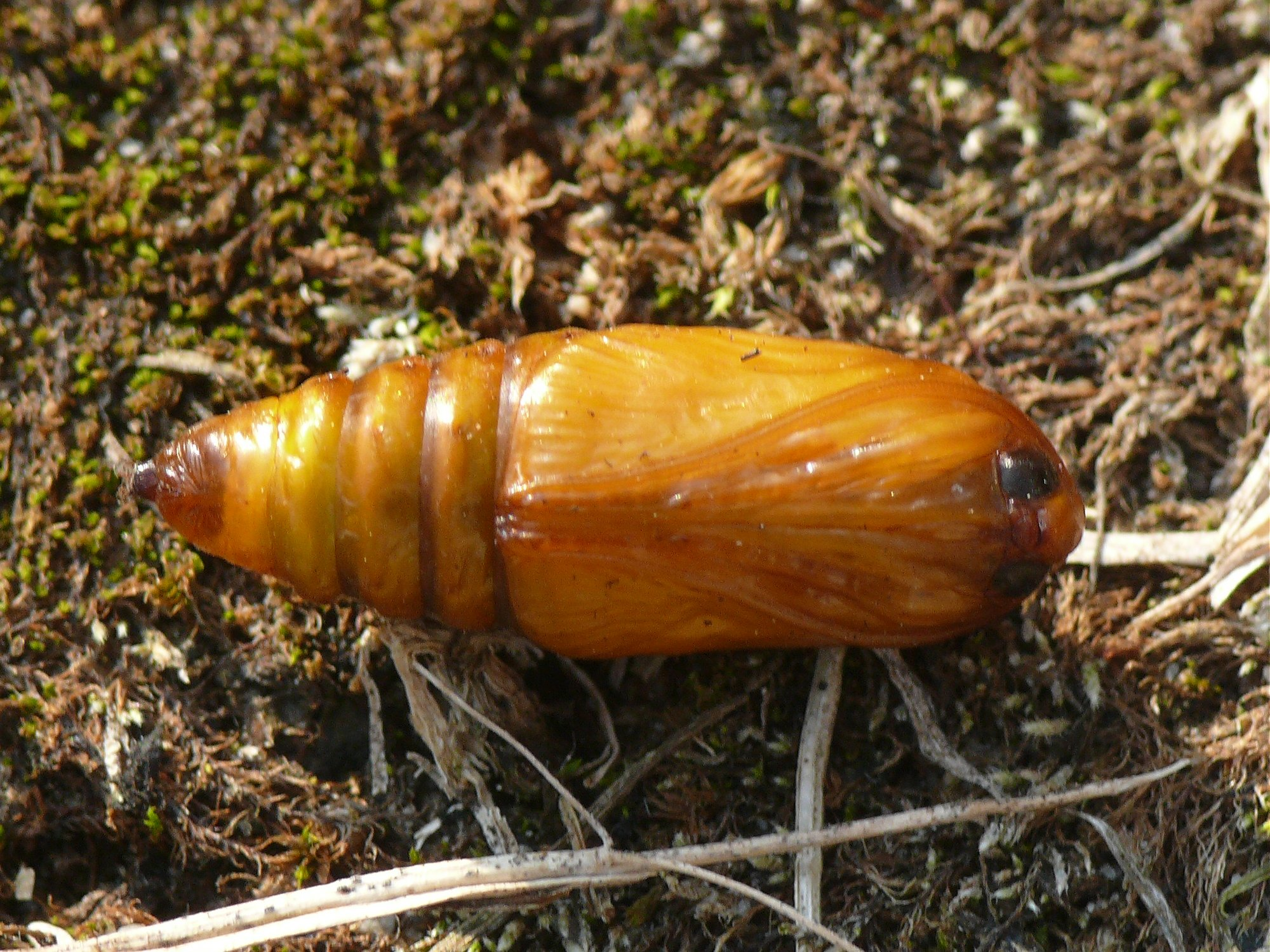
Poczwarka

Jajo ma kształt beczułkowaty z nielicznymi żeberkami podłużnymi. Ubarwione jest kremowo z rudymi plamami. Przed wykluciem się gąsienicy na jaju pojawiają się plamy białe.
Gąsienica osiąga od 50 do 60 mm długości ciała. Jej ubarwienie bywa białawoturkusowe lub brązowawoszare, przy czym spód ciała jest jasnoszary. Płaska głowa ma kolor jasnobrązowy. Na ciele znajdują się liczne ciemniejsze linie o kształcie haczykowatym. Ich liczba i stopień widoczności odznaczają się dużą zmiennością. Na grzbietowej stronie każdego segmentu leżą po cztery jasne brodawki na ciemnych kropkach. Po bokach nieco wyniesionego segmentu czwartego zwykle widnieją ciemne, ukośne kreski. Przetchlinki są białe z czarnymi obwódkami. Na wierzchu jedenastego segmentu znajdują się dwie pary kolców, z których para tylna zaznaczona jest silniej. Segment dwunasty pozbawiony jest spiczastych brodawek.
Poczwarka ubarwiona jest miodowożółto z ciemniejszym pasem na grzbiecie. Kremaster jest krótki i zaopatrzony w dwa haczyki.

## Biologia i ekologia
Owad ten zasiedla lasy liściaste i mieszane oraz ich pobrzeża, śródleśne polany, zręby, przesieki, zarośla, sady, parki, ogrody i żywopłoty. Na terenach zurbanizowanych częstsza jest forma melanistyczna.
Owady dorosłe pojawiają się we wrześniu lub październiku i pozostają aktywne nawet do końca listopada. Żerują na kwiatach i owocach bluszczu pospolitego. Chętnie przylatują do sztucznych źródeł światła. Stadium zimującym są składane przez nie jaja.
Gąsienice klują się w kwietniu lub maju i żerują do czerwca. Są fitofagami drzew i krzewów liściastych, głównie z rodziny różowatych. Najchętniej żerują na głogach, śliwie tarninie i wiśni pospolitej, ale do ich roślin pokarmowych należą także czeremcha zwyczajna, grusza pospolita, jabłoń domowa, jabłoń dzika, śliwa domowa, świdośliwka kłosowa i wiciokrzew pospolity. Młodsze gąsienice żerują całą dobę, natomiast starsze ukrywają się za dnia u podstaw pędów.

## Rozprzestrzenienie

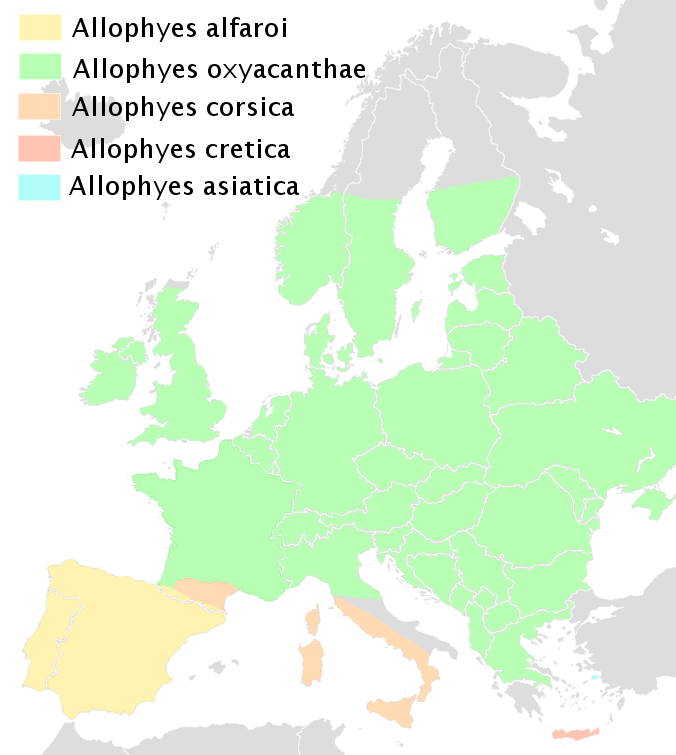
Zasięg przedstawicieli rodzaju Allophyes na obszarze Europy z wyłączeniem Rosji

Gatunek palearktyczny. W Europie znany jest z Irlandii, Wielkiej Brytanii, Francji, Belgii, Luksemburga, Holandii, Niemiec, Szwajcarii, Austrii, Włoch, Danii, Szwecji, Norwegii, Finlandii Estonii, Łotwy, Litwy, Polski, Czech, Słowacji, Węgier, Białorusi, Ukrainy, Rumunii, Mołdawii, Bułgarii, Słowenii, Chorwacji, Bośni i Hercegowiny, Serbii, Czarnogóry, Albanii, Macedonii Północnej, Grecji oraz europejskiej części Rosji. W Afryce Północnej występuje w Algierii. Z terenu Azji podawany był z Zakaukazia, zachodniej Syberii i Azji Środkowej.
W Polsce jest owadem pospolitym, spotykanym we wszystkich krainach oprócz Tatr, oraz jedynym przedstawicielem rodzaju Allophyes.